# Реальный мир (альбом)
«Реальный мир» — десятый студийный альбом российской рок-группы «Чайф» 1996 года. Первый альбом группы, записанный с участием бас-гитариста Вячеслава Двинина.

## История создания
В начале года в составе группы произошли изменения. Вместо ушедшего Нифантьева бас гитаристом стал Вячеслав Двинин. С того времени изменений состава не происходило.
К началу записали альбома уже были сочинены песни «Не со мной», «Всё хорошо» и «Кто-то хитрый», «К тебе я полечу», причём на песню «Не со мной» в 1995 году уже был снят клип и она пользовалась популярностью у поклонников. История появления песни «К тебе я полечу» необычна: однажды Шахрина и Бегунова пригласили на фестиваль детской журналистики и, перебирая сочинения юных журналистов, Шахрин наткнулся на строчки девятиклассницы Кати Королёвой: «Ничего не пишется, просто не выходит. Все куда-то движется, а счастье не приходит». Как вспоминал Шахрин: «Для песни этого было мало, но не сделать из этого песню было бы преступлением. Я ещё два четверостишья дописал»
Запись альбома шла в июле-августе 1996 года на студии «Анфас» в Новоуральске. Как вспоминал Бегунов: «Мы очень неспешно писали, условия были вольготные, единственный минус — страшная жара, которая, видимо, и дала что-то мексиканское, ленивость какую-то». Из-за жары участники группы ходили по Новоуральску исключительно в трусах.
По словам Шахрина: «На записи был адский эксперимент — записывалось все наоборот, барабаны последними. Это было интересно, но я не думаю, что правильно. Жарким летом мы записали очень холодный альбом, хотя по песням он мне нравится. У меня много получилось по текстам, и по мелодиям хорошо, но прохладный, потому что весь под метроном сделан. Но так как у нас не было проблем, как его продавать, он уже был продан, мы остались вполне довольны конечным результатом».
Запись, сведение и мастеринг осуществил Владимир Елизаров при участии Вадима Трифонова. Оформление буклета выполнено художником Алексеем Степановым и фотографом Ильдаром Зиганшиным.
Песни «Не со мной ты», «Всё хорошо» и «Кто-то хитрый» стали любимыми и популярными у публики ЧАЙФа и часто исполняемыми на концертах.
22 октября 2016 года группа дала концерт в клубе Б2, посвящённый 20-летию альбома.

## Издания
Альбом был впервые издан в том же в 1996 году на студии «Союз» на компакт-дисках и компакт-кассетах.
В 2003 году альбом был переиздан на CD компанией Мистерия Паблишинг с добавлением трёх бонус-треков
В 2015 году компанией «Ультра продакшн» альбом был издан на виниле в рамках переиздания дискографии коллектива на данном носителе. Для издания было сделано новое оформление.

## Список композиций
Автор песен — Владимир Шахрин, кроме отмеченного
1. Не со мной — 4:45
2. Скажи только слово — 3:51
3. К тебе я полечу (Шахрин — Шахрин, Катя Королёва) — 4:13
4. Твои сны — 4:01
5. Всё хорошо — 4:07
6. Пятница (Бегунов — Шахрин) — 4:15
7. Спой мне песню про любовь (Бегунов — Шахрин) — 6:05
8. Дорога — 4:04
9. Кто-то хитрый — 2:41
10. Письмо — 5:17
11. Силы небесные — 3:33
12. Реальный мир — 4:58

Bonus-tracks:
1. Спой мне песню про любовь (домашняя демозапись)
2. Дорога (домашняя демозапись)
3. Параллельный мир (домашняя демозапись)

## Музыканты
- Владимир Шахрин — вокал, гитара, акустическая гитара, гармоника, камуз
- Владимир Бегунов — гитара, акустическая гитара, маленькая гитара, второй вокал
- Валерий Северин — барабаны, перкуссия
- Вячеслав Двинин — бас-гитара